# 墨宝非宝
墨宝非宝，是来自中国的小说家兼编剧，毕业于上海交通大学。2010年，发步首部网络作品《永安调》，代表作有《十二年，故人戏》、《轻易放火》、《至此终年》、《一生一世，美人骨》等。

## 小说作品
| 系列         | 出版年份 | 書名                   | 備註                             |
| 轻易系列     | 2011年   | 《轻易放火》           |                                  |
| 轻易系列     | 2014年   | 《轻易靠近》           |                                  |
| 轻易系列     | 2015年   | 《永安调》             |                                  |
| 至此系列     | 2013年   | 《至此终年》           |                                  |
| 至此系列     | 2015年   | 《一厘米的阳光》       |                                  |
| 至此系列     | 2017年   | 《归路》               |                                  |
| 一生一世系列 | 2012年   | 《一生一世》           |                                  |
| 一生一世系列 | 2014年   | 《一生一世，美人骨》   |                                  |
| 一生一世系列 | 2016年   | 《一生一世，黑白影画》 |                                  |
| 一生一世系列 | 2020年   | 《一生一世，江南老》   |                                  |
| 密室系列     | 2016年   | 《蜜汁炖鱿鱼》         |                                  |
| 密室系列     | 2017年   | 《神之左手》           | 《密室困游鱼》前传               |
| 密室系列     | 2017年   | 《密室困游鱼》         |                                  |
| 暴雪系列     | 2020年   | 《在暴雪时分》         |                                  |
| 醉生梦死系列 | 2019年   | 《十二年，故人戏》     |                                  |
| 醉生梦死系列 | 2020年   | 《夜阑京华》           |                                  |
| 中篇小暖文   | 2011年   | 《念念不想忘》         |                                  |
| 中篇小暖文   | 2015年   | 《很想很想你》         |                                  |
| 中篇小暖文   | 2016年   | 《我的曼达林》         |                                  |
| 短篇         | 2019年   | 《南瓜马车灰姑娘》     |                                  |
| 短篇         | －       | 《当湖十局》           |                                  |
| 短篇         | －       | 《折子戏》             |                                  |
| 短篇         | －       | 《此生不换》           |                                  |
| 短篇         | －       | 《生生相付》           | 《一生一世，美人骨》外传，第一世 |
| 短篇         | －       | 《此世安宁》           | 《一生一世》外传                 |
| 短篇         | －       | 《当归去》             |                                  |

## 編劇／影視化作品
```
說明：「×」為改編自墨寶非寶小說的影視作品
```

| 播出年份     | 影視作品                 | 劇集主演             | 擔任角色 | 備註                                                   |
| 2011年       | 步步惊心                 | 刘诗诗、吴奇隆       | 联合编剧 | 原著：桐華《步步惊心》                                 |
| 2015年       | 何以笙箫默               | 钟汉良、唐嫣         | 联合编剧 | 原著：顧漫《何以笙箫默》                               |
| 2016年       | 青丘狐传说               | 古力娜扎、金晨、陳瑤 | 独立编剧 | 《恒娘篇》編劇                                         |
| 2018年       | 烈火如歌                 | 周渝民、迪丽热巴     | 独立编剧 | 原著：明晓溪《烈火如歌》                               |
| 2018年       | 为了你我愿意热爱整个世界 | 罗晋、鄭爽           | 独立编剧 |                                                        |
| 2019年       | × 亲爱的，热爱的         | 杨紫、李现           | 独立编剧 | 原著《蜜汁炖鱿鱼》                                     |
| 2021年       | × 我的时代，你的时代     | 胡一天、李一桐       | 原創编剧 | 未參與影視化編劇，僅是該劇原著《密室困游鱼》的小說編劇 |
| 2021年       | × 周生如故               | 任嘉伦、白鹿         | 独立编剧 | 原著《一生一世，美人骨》前世                           |
| 2021年       | × 一生一世               | 任嘉伦、白鹿         | 独立编剧 | 原著《一生一世，美人骨》今生                           |
| 2023年       | × 归路                   | 井柏然、谭松韵       | 独立编剧 | 原著《归路》                                           |
| 2023年       | × 很想很想你             | 檀健次、周也         | 独立编剧 | 原著《很想很想你》                                     |
| 2024年       | × 在暴雪时分             | 吳磊、趙今麥         | 独立编剧 | 原著《在暴雪时分》                                     |
| 改編籌備階段 | × 十二年，故人戏         | －                   | －       | 原著《十二年，故人戏》                                 |
| 改編籌備階段 | × 一厘米的阳光           | －                   | －       | 原著《一厘米的阳光》                                   |

## 獲獎紀錄
- 2017年，「噹噹十一屆書香節暨影響力作家頒獎典禮」2016年度影響力網絡文學作家。[1]
- 2019年，憑藉《親愛的，熱愛的》，榮獲「第26屆華鼎獎中國百強電視劇最佳編劇」提名。[2]
- 2020年，憑藉《蜜汁燉魷魚》，榮獲「2019中國IP價值榜」文學領域價值IP項目年度十佳榮譽。[3]
- 2020年，獲頒第六屆噹噹影響力青春文學作家。[4]
- 2020年，憑藉《親愛的，熱愛的》，入圍中國作協網絡文學中心「2019年度中國網絡文學排行榜」中國網絡文學IP影響排行榜 。[5]
- 2020年，憑藉《親愛的，熱愛的》，獲得「愛奇藝 2020 編劇之夜」最佳青年編劇獎。[6]
- 2022年，憑藉《周生如故》、《一生一世》，獲得「鷹眼匠心榜」2021年度十大匠心編劇。[7]